# Cepora temena
Cepora temena is een vlindersoort uit de familie van de Pieridae (witjes), onderfamilie Pierinae.
Cepora temena werd in 1861 beschreven door Hewitson.